# Sint-Petruskerk (Berlicum)
De Sint-Petruskerk was een rooms-katholieke kerk in de Nederlandse plaats Berlicum aan de Kerkwijk 44. De kerk maakte deel uit van de parochie Sint-Norbertus. De kerk is in 2015 en 2016 gesloopt.

## Gebouw

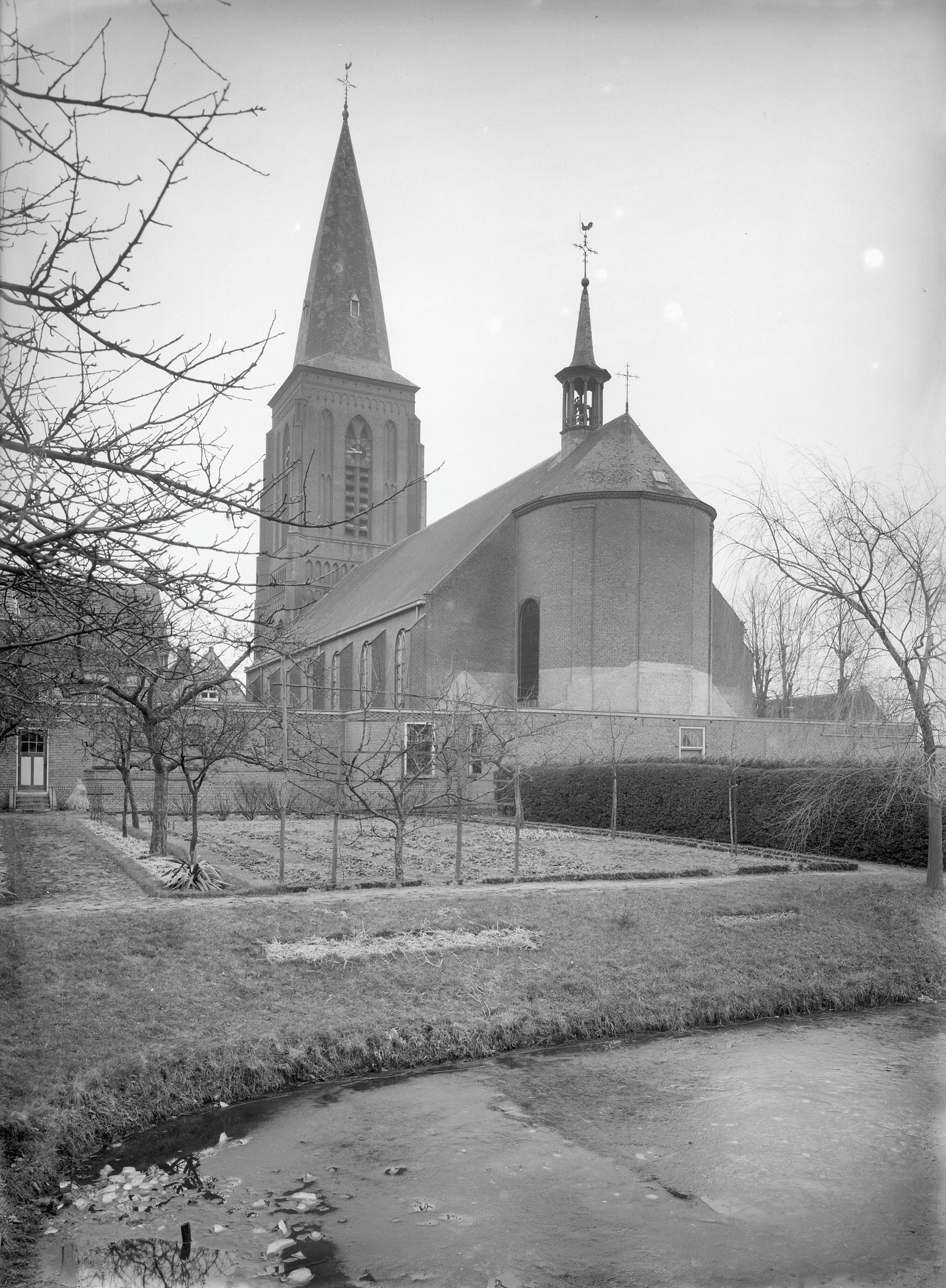
De kerk in 1932

Het naar het zuiden georiënteerde kerkgebouw wijkt af van gebruikelijke kerken, door een geschiedenis van diverse verbouwingen. Het oorspronkelijke gebouw stamt uit 1837 en was een Waterstaatskerk in vroeg-neogotische stijl. In 1931 werd begonnen met het vergroten van de kerk naar een ontwerp van Hendrik Christiaan van de Leur, een leerling en medewerker van Dom Bellot. De kerk werd uitgebreid met een dwarsschip waaraan een nieuw koor werd gebouwd.
Tijdens de Tweede Wereldoorlog werden de oorspronkelijke toren en een deel van het neogotische schip verwoest. De verwoeste delen, waaronder het schip, werden niet herbouwd. In 1950 werd een nieuwe voorgevel gebouwd, eveneens naar een ontwerp van Van de Leur, nu echter in de stijl van de Bossche School. Bij de gevel hoorde ook een open klokkentoren. Het koor, en dwarspand, die niet verwoest waren, bleven behouden. Door dit alles werd de kerk ingekort en ontstond een kerkplein vóór de kerk.

## Einde van de kerk
In 2008 adviseerde de gemeentelijke monumentencommissie van de gemeente Sint-Michielsgestel het college van burgemeester en wethouders geadviseerd om een procedure in gang te zetten voor plaatsing van de Sint-Petruskerk op de gemeentelijke monumentenlijst. Na een onderzoek naar de monumentale waarde van de kerk door Monumentenadviesbureau Nijmegen bleek dat de Sint-Petruskerk een architectuurhistorische, stedenbouwkundige en cultuurhistorische waarde had. De kerk werd dan ook op de gemeentelijke monumentenlijst geplaatst. De Sint-Petruskerk werd echter niet ingeschreven in het Rijksmonumentenregister, in tegenstelling tot de Protestantse Kerk, de andere kerk van Berlicum.
Per 1 juli 2012 werd de Sint-Petruskerk onttrokken aan de eredienst. Op deze datum werd de laatste Mis in deze kerk opgedragen. Bisdom en kerkbestuur hadden plannen om de erediensten te celebreren in de nabijgelegen Sacramentskerk te Middelrode, de Sint-Petruskerk te slopen, op de plaats van deze kerk een klein liturgisch centrum te bouwen en in gebruik te nemen, en vervolgens ook de Sacramentskerk te slopen, waarmee twee belangrijke kerkgebouwen zouden verdwijnen. Tal van bewoners trachtten de sloop te verhinderen. 
In 2015 werd het kerkgebouw, op dat moment op de toren na, gesloopt vanwege achterstallig onderhoud en gebreken. Er werd een initiatief gestart om de toren te behouden, maar ook deze werd in 2016 gesloopt.